# Paderna (Italia)
Paderna es un municipio italiano situado en la provincia de Alessandria, en Piamonte. Tiene una población estimada, a fines de junio de 2024, de 191 habitantes.

## Evolución demográfica
| Gráfica de evolución demográfica de Paderna entre 1861 y 2024 |
|                                                               |
| Fuente: ISTAT - Elaboración gráfica de Wikipedia              |